# Werner Groiß

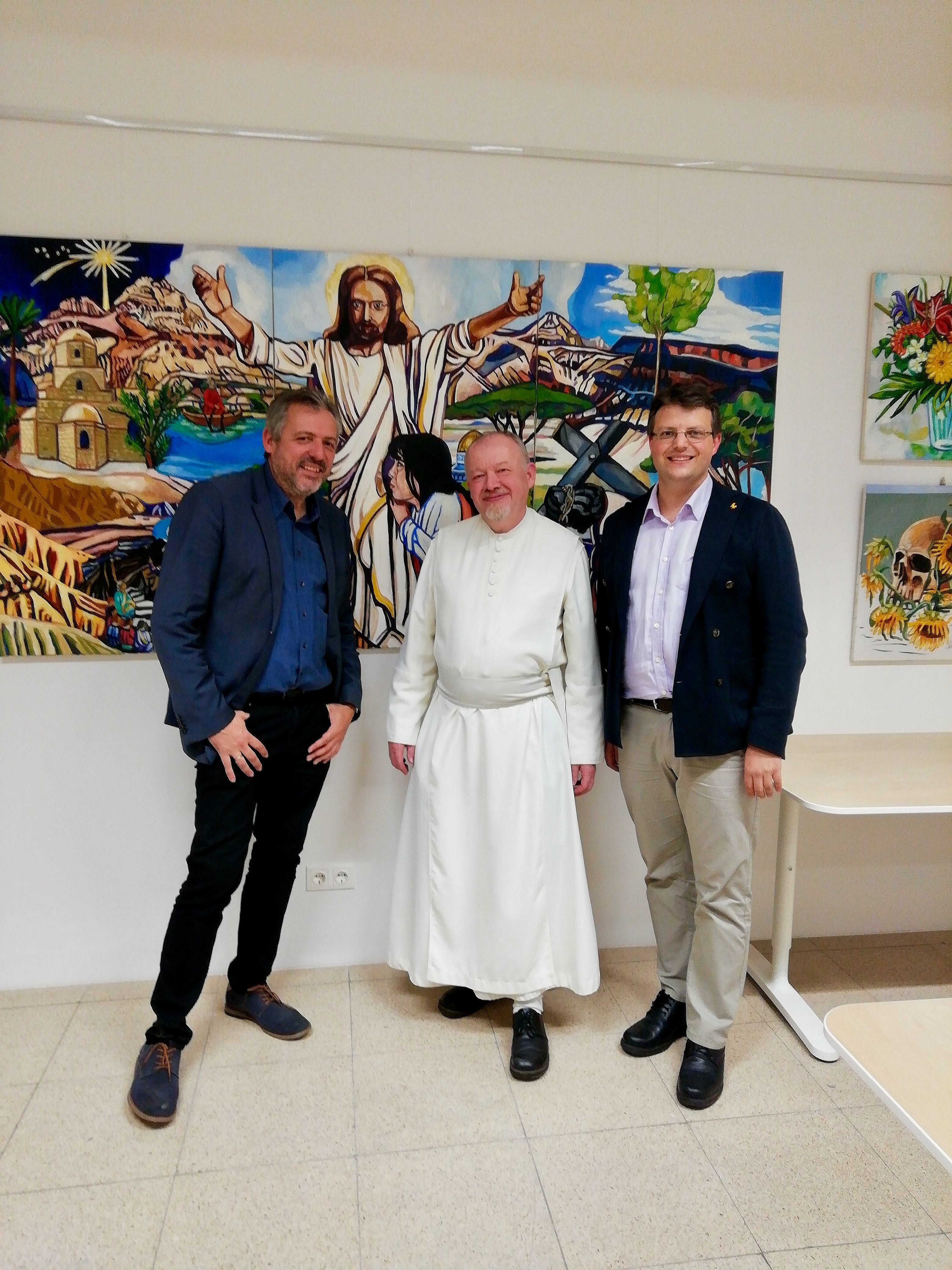
Werner Groiß mit Kräuterpfarrer Benedikt Felsinger und Künstler Matthias Laurenz Gräff

Werner Groiß (* 6. Dezember 1967 in Gars am Kamp) ist ein österreichischer Politiker (bis 2022 ÖVP, ab 2024 Servus-Partei), Wirtschaftsprüfer, Steuerberater und Unternehmer. Er war von 2013 bis 2017 Abgeordneter zum Österreichischen Nationalrat und 2016/17 Finanzsprecher seiner Partei im Parlament sowie Obmann des parlamentarischen Finanzausschusses. Des Weiteren ist Groiß Sprecher des Wirtschaftsbundes und der Wirtschaftskammer Waldviertel.

## Ausbildung und Beruf
Werner Groiß wurde als Sohn eines Unternehmerehepaars geboren, die ein Tischlerei- und Bestattungsunternehmen betrieben. Sein älterer Bruder Pater Albert Groiß ist Stadtpfarrer von Horn, die 3-fache Goldmedaillengewinnerin Andrea Scherney ist seine Cousine; einer seiner Großväter war der als Staatsvertragsmaler bekannt gewordene Künstler Robert Fuchs. Groiß besuchte zwischen 1974 und 1978 die Volksschule in Gars am Kamp und danach von 1978 bis 1982 die Hauptschule Gars am Kamp. Er wechselte 1982 an die HTL für Innenbau und Möbelbau Mödling, an der er 1987 die Matura ablegte. Er leistete im Anschluss den Zivildienst ab und studierte in der Folge an der Wirtschaftsuniversität Wien. Er wurde 1996 zum Steuerberater bestellt und meldete sich 1998 als Unternehmensberater an. 2001 erfolgte seine öffentliche Bestellung zum Wirtschaftsprüfer.

## Politik und Funktionen

### Auf regionaler Ebene
Werner Groiß war zwischen 1986 und 1988 Gründungsmitglied sowie Obmann der Jungen ÖVP Gars am Kamp. Im Jahr 2000 wurde er Obmann-Stellvertreter der ÖVP Gars am Kamp. Er war bis 2019 als langjähriger (Geschäftsführender) Gemeinderat in Gars am Kamp aktiv.
Groiß ist Obmann des Wirtschaftsbundes von Gars und übernahm 2005 die Funktion des Bezirksobmanns des Wirtschaftsbund Horn. Ebenfalls 2005 wurde er Bezirksstellenobmann der Bezirksstelle Horn der Wirtschaftskammer Niederösterreich, eine Funktion, die er bis 2023 innehatte. 2010 übernahm er die Funktion des Bezirksgruppenobmanns im Wirtschaftsbund Niederösterreich, seit 2012 ist er zudem Sprecher des Wirtschaftsbund Waldviertel. Groiß ist seit 2012 Wirtschaftssprecher der Wirtschaftskammer Niederösterreich der Zweigstelle Waldviertel. 
Werner Groiß ist seit 2012 Kassier im Verein zur Unterstützung der Rekultivierung ehemaliger Betriebsstandorte in Gars sowie Kassier Stellvertreter der „Waldviertler Qualifikationsoffensive - Verein zur Förderung der Aus- und Weiterbildung von Arbeitskräften“. Des Weiteren fungiert er seit 2010 als Kassier des „Wirtschaftsforum Waldviertel - Verein zur Förderung der Wirtschaftsentwicklung im Waldviertel“ und Kassier des Tourismusverband Kamptal-Manhartsberg. Zudem ist er im Wirtschaftsförderungsverein Gars Innovativ und im Tourismusverband Kulturpark Kamptal im Vorstand aktiv.

### Auf Bundesebene
2013 folgte Werner Groiß dem scheidenden Günter Stummvoll als Nationalrat für den Wahlkreis Waldviertel nach. 2016 wurde er als Nachfolger von Andreas Zakostelsky zum Finanzsprecher der ÖVP sowie zum Obmann des parlamentarischen Finanzausschusses bestellt. Aufgrund des Verpassen eines Grundmandates beendete Groiß im Dezember 2017 seine parlamentarische Laufbahn. Im Sommer 2024 gab Groiß bekannt, bei der Nationalratswahl in Österreich 2024 für die neu gegründete wirtschafts-liberale Servus-Partei zu kandidieren; seine Mitgliedschaft zur Volkspartei beendete er bereits zwei Jahre zuvor.

## Auszeichnungen
- 2019: Verleihung des Berufstitels Kommerzialrat[5]
- 2023: Verleihung der Silbernen Ehrennadel der Wirtschaftskammer[6]

## Diskussionen (Auswahl)
- 2019: Dialog im Kamptal, "Europa-Dialog im Kamptal" in Zitternberg (Gars am Kamp)[7]
- 2016: Wirtschaftsbund Zwettl, Zwettler Wirtschaftsgespräche „Können wir uns die Zukunft noch leisten?“[8]
- 2014: Dialog "Kultur & Wirtschaft" bei Szene Bunte Wähne in Horn. Eine Veranstaltung im Rahmen des 24. internationalen SZENE BUNTE WÄHNE Theaterfestivals für ein junges Publikum in Kooperation mit der ASSITEJ Austria[9]